# مالکوم بریگز
مالکوم بریگز (انگلیسی: Malcolm Briggs؛ زادهٔ ۱۴ سپتامبر ۱۹۶۱) بازیکن فوتبال اهل بریتانیا است.
از باشگاه‌هایی که در آن بازی کرده‌است می‌توان به باشگاه فوتبال بیرمنگام سیتی اشاره کرد.